# Tom Brown (duo comique)
Pour les articles homonymes, voir Tom Brown.
Récompenses
Tom Brown (トム・ブラウン, tomu buraun) est un duo comique japonais (owarai konbi) composé de Hiroki Nunokawa et Yûta Michioto. Il fait partie de l'agence de divertissement K DASH Stage Co.,Ltd..
Le duo a été formé en 2008 dans la préfecture d'origine des deux membres, Hokkaidō, et a commencé à être actif le 12 janvier 2009.
Le nom du duo vient d'un personnage d'un manga sur le baseball, Yamada Taichi no Kiseki, qui a été publié en série dans le Weekly Shonen Jump lorsque Nunokawa et Michio étaient enfants,.
Leur nom de scène sont Nunokawa et Michio.

## Membres
Nunokawa est né le 28 janvier 1984  dans l'arrondissement Higashi de la ville de Sapporo ( préfecture d'Hokkaidō). Il occupe le rôle du tsukkomi et participe relativement à l'écriture des sketches.
Michio est né le 29 décembre 1984  dans le même arrondissement que son acolyte.